# 张殿如
張殿如（?—?）字敬亭，山東濟寧人。中华民国军事将领。

## 生平
中华民国成立后，張殿如于1922年6月任林西镇守使，同年8月转任赤林鎮守使，1924年9月转任赤開護軍使，任职至1924年11月赤開護軍使职位裁撤。1922年9月，张殿如获將軍府授予“保威將軍”。